# Mereni (Costanza)
Mereni (in turco Enge-Mahale) è un comune della Romania di 2 302 abitanti, ubicato nel distretto di Costanza, nella regione storica della Dobrugia.
Il comune è formato dall'unione di 4 villaggi: Ciobănița, Miriștea, Mereni, Osmancea.